# Paul Fejos
Paul Fejos, ou Pál Fejős, né le 24 janvier 1897 à Budapest, Hongrie, mort le 23 avril 1963 à New York, est un réalisateur et scénariste hongrois, naturalisé américain en 1930.

## Biographie
Après des études  de médecine, Paul Fejos s'occupe de théâtre et réalise plusieurs films en Hongrie. En 1923, insatisfait de son travail, il quitte la Hongrie, travaille peut-être à Vienne avec Max Reinhardt, à Berlin avec Fritz Lang, puis, arrive aux États-Unis. Il travaille un temps au Rockefeller Institute, puis revient au cinéma en 1927, et en 1928 réalise son chef-d'œuvre, Solitude, qui connaît un succès international. En 1930, il repart en Europe et rencontre à nouveau le succès, en 1932, en Hongrie, avec Marie, légende hongroise. Sa carrière se partage alors entre la France, l'Autriche et la Hongrie. En 1935, lassé des films tournés en studio, il se lance dans le documentaire et tourne à Madagascar, en Indonésie, en Thaïlande, au Pérou. Il abandonne définitivement le cinéma en 1941 pour devenir uniquement anthropologue et travaille comme directeur de recherche à la « Wenner-Gren Anthropological Foundation ». 
Il a un temps été marié avec la journaliste danoise Inga Arvad.
« Paul Fejos était un humaniste et un moraliste profondément soucieux de progrès humain. Il croyait en l'unité des arts et des sciences comme moyen essentiel de progrès culturel et social » - David Bidney, The American Anthropologist, février 1964.

## Filmographie
- 1920 : Pán
- 1920 : Hallucination
- 1920 : Les Ressuscités
- 1920 : Capitaine noir
- 1921 : La Dernière aventure d'Arsène Lupin
- 1922 : La Dame de pique
- 1923 : Les Étoiles d'Eger
- 1927 : Erik le mystérieux (The Last Performance)
- 1928 : Le Dernier Moment (The Last Moment)
- 1928 : Solitude (Lonesome)
- 1929 : Broadway
- 1930 : La Féerie du jazz (King of jazz) (non crédité)
- 1931 : Captain of the Guard (en)
- 1931 : Menschen hinter Gittern
- 1931 : Révolte dans la prison (Big House)
- 1931 : L'Amour à l'américaine
- 1932 : Fantômas
- 1932 : Marie, légende hongroise (Tavaszi zápor)
- 1932 : Tavaszi zápor (version hongroise de Marie, légende hongroise)
- 1933 : Tempêtes (Ítél a Balaton)
- 1933 : Gardez le sourire
- 1933 : Sonnenstrahl (version autrichienne de Gardez le sourire)
- 1933 : Les Voix du printemps
- 1934 : Les Millions en fuite
- 1935 : Le Prisonnier numéro 1
- 1935 : Le Sourire d'or
- 1936 : Horizons noirs (documentaire)
- 1936 : Tournoi de danse à Esira (documentaire)
- 1936 : Salon de beauté dans la jungle (documentaire)
- 1936 : L'Arbre le plus utile du monde (documentaire)
- 1937 : Le Diable des mers (documentaire)
- 1937 : La Danse de la jungle (documentaire)
- 1937 : Les Sépultures de nos aïeux (documentaire)
- 1937 : Stammen lever an (documentaire)
- 1937 : Hovdingens son ar dod (documentaire)
- 1937 : Bambualdern pa Mentawei (documentaire)
- 1938 : Draken pa Komado (documentaire)
- 1938 : Byn vid den trivsamma brunnen (documentaire)
- 1938 : Tambora (documentaire)
- 1938 : Att segla ar nodvandigt (documentaire)
- 1939 : Une Poignée de riz
- 1940 : Yagua (documentaire)